# Kompensation (Technik)
Unter Kompensation versteht man in der Technik einen Effekt, in dem verschiedene Einflüsse durch technische Gegebenheiten oder ihre Ausgestaltung so gegeneinander wirken, dass diese sich aufheben.

## Maßnahme gegen Störeinfluss

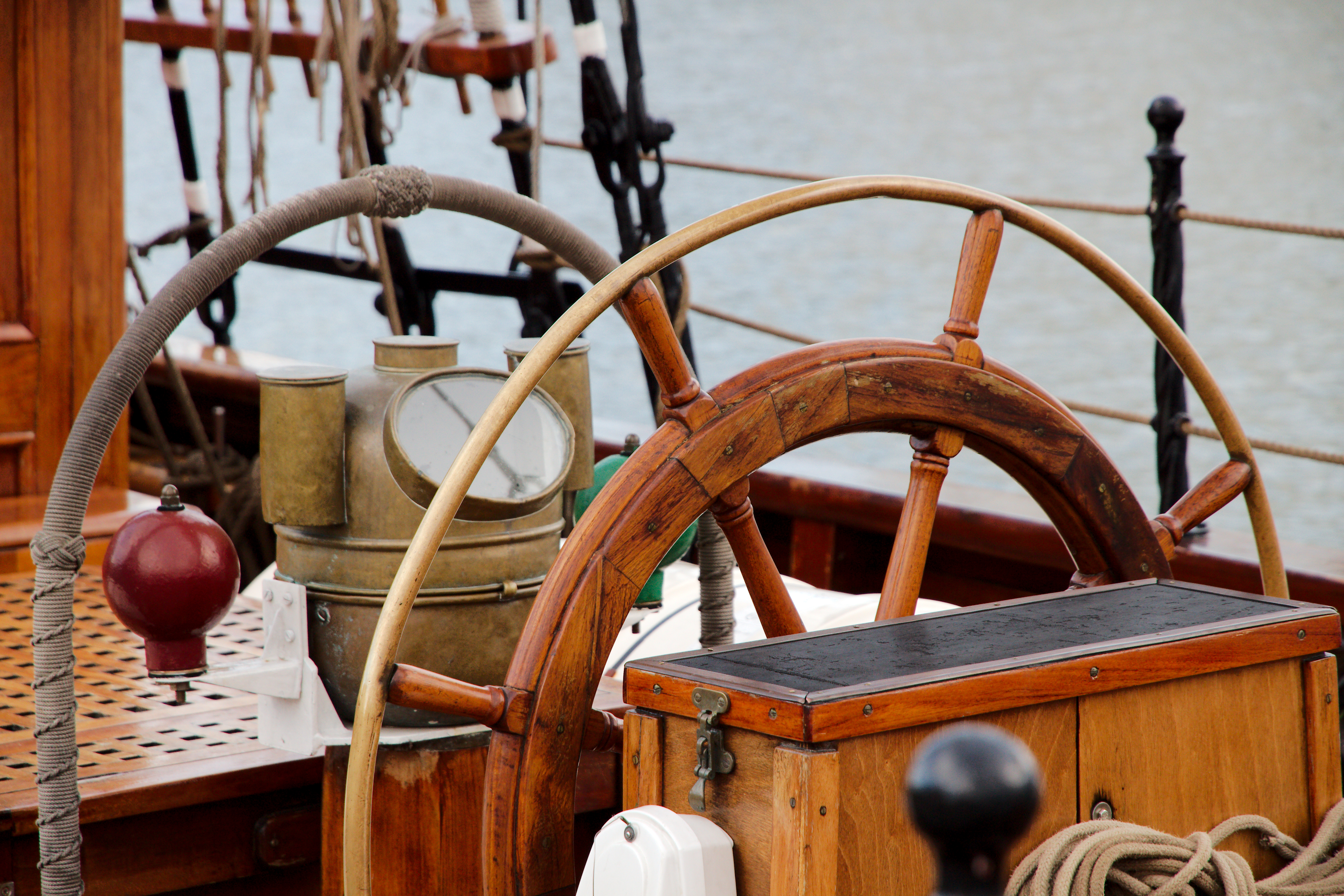
Traditionell rot und (halb verdeckt) grün gestrichene Kompensatoren beidseits eines Schiffs-Magnetkompasses, um eine möglichst exakte Nord-Anzeige zu gewährleisten (Amphitrite)

Wird ein Einfluss einer  physikalischen Größe als Störung bewertet, so ist es das Ziel der Kompensation, dem unerwünschten Einfluss einen zweiten entgegenzustellen, der den ursprünglichen Einfluss aufheben soll.
- So versucht man bei der Temperaturkompensation, einen unerwünschten Temperatureinfluss möglichst weitgehend zu vermindern. Dazu eignen sich differenz-bildende Einrichtungen. 
  - Zum Beispiel lässt sich der Temperatureinfluss auf die Dehnung eines Dehnungsmessstreifens mittels der Wheatstone-Brücke in deren elektrischem Signal durch einen zweiten, derselben Temperatur ausgesetzten, aber mechanisch ungedehnten Messstreifen aufheben.
  - Aktuell versucht man, die globale Erwärmung zu verlangsamen unter anderem durch Einsammeln und Abscheiden von Kohlenstoffdioxid.
- Im elektrischen Wechselspannungsnetz benötigen Motoren induktiven Blindstrom, der das Netz belastet, ohne zum Energietransport beizutragen. Durch Blindstromkompensation wird die Netzbelastung reduziert. Dazu wird zum Beispiel dem induktiven Blindstrom kapazitiver Blindstrom in Gegenrichtung hinzugefügt, vorzugsweise mittels zusätzlich betriebener kapazitiver Verbraucher von angepasster Größe.
- Temperaturdehnungen,  Vibrationen oder  Setzungserscheinungen in Rohrleitungen werden durch mechanische  Kompensatoren ausgeglichen. Die Kompensation erfolgt mittels eines elastischen  Balges, der aus Metall, Gewebe, PTFE oder anderen Werkstoffen besteht.

## Messmethode
Die Kompensations- oder Nullabgleichs-Messmethode ist gemäß DIN 1319-2 eine der grundlegenden Methoden der Messtechnik. Sie arbeitet nach folgendem Prinzip: Die zu messende Größe wird mit einer Kompensationsgröße verglichen. Diese Größe ist physikalisch gleichartig, einstellbar und in ihrem Wert bestimmbar. Sie wird so lange nachgestellt, bis Gleichheit festgestellt wird (Abgleich auf die Differenz null). Der Wert der dabei eingestellten Kompensationsgröße ist der Messwert. In manchen Fällen ist noch ein Korrekturfaktor einzurechnen.
- Beispiel: Balkenwaage mit Anzeige für Drehmomenten-Gleichgewicht 
 Bei dieser Methode verwendet man einen Satz von Gewichten oder verschiebbare Gewichte zur Einstellung des Gegen-Drehmomentes. 
 Bei Gleichgewicht der Drehmomente erhält man die Gleichheit der Massen erst nach Korrektur um das Verhältnis der Hebelarm-Längen.
- Beispiel: Spannungs-Kompensator mit Anzeige für Spannungs-Gleichheit 
 Bei dieser Methode verwendet man eine Präzisions-Spannungsquelle und einen einstellbaren Spannungsteiler zur Einstellung der Kompensationsspannung.
 Bei elektronisch digital einstellbarer Kompensationsspannung entsteht mit dieser Methode ein Analog-Digital-Umsetzer. Einzelheiten werden unter  digitale Messtechnik erläutert.